# La fuggitiva (romanzo)
La fuggitiva o Albertine scomparsa (La Fugitive o Albertine disparue) è il sesto volume dell'opera di Marcel Proust Alla ricerca del tempo perduto (À la recherche du temps perdu).

## Vicenda editoriale
Questo volume, pubblicato nel 1925, è il secondo dell'opera ad essere pubblicato postumo, sebbene l'episodio del viaggio a Venezia fosse apparso già nel 1919, prima sul quotidiano Le Matin col titolo Madame de Villeparisis à Venise, e in seguito in versione più ampia su "Feuillets d'Art" col titolo A Venise.
La prima edizione uscì col titolo Albertine disparue. Edizioni successive sono apparse sia col titolo Albertine disparue che La Fugitive, in quanto entrambi i titoli apparvero nelle diverse redazioni dei manoscritti di Proust. È una questione ancora controversa quale fosse stata la volontà di Proust al riguardo.

## Tematiche
In questo volume, come suggerisce il titolo stesso, si dà particolare importanza al tema della fuga e a quello della sofferenza amorosa, che si attenua lentamente attraverso l'oblio, altro tema importante. 
Il romanzo narra di come Albertine, per sfuggire alla gelosia di Marcel, decida di scappare e scomparire. Da questo deriva il secondo titolo di questo volume, ovvero Albertine scomparsa.
L'episodio della prigionia, della fuga e della morte di Albertine, sono ritenuti basati su fatti realmente accaduti nella vita dell'autore. Infatti, Alfred Agostinelli, segretario e amante di Proust, sarà prima prigioniero, poi fuggitivo ed infine scomparso, morendo in un incidente aereo.

## Trama
Nel primo capitolo, il protagonista, dopo la partenza di Albertine, all'inizio prova a fare l'indifferente nei suoi confronti, in seguito prova in tutti i modi a convincerla a tornare da lui. Ad esempio, Marcel invia il suo amico Robert de Saint-Loup a parlarle e convincerla a tornare da lui, in cambio di alcuni regali, come uno yacht ed una Rolls-Royce.
Ma, alla fine, ogni sforzo del narratore è vano e, come se egli non stesse soffrendo già abbastanza, accade una cosa terribile: Albertine muore in un incidente a cavallo.
Marcel, venuto a conoscenza della notizia, apprende anche che Albertine, prima di morire, aveva deciso di ritornare a vivere con lui e ciò aumenta il suo dolore.
A questo punto dell'opera, viene fatta una lunga descrizione di come il passare del tempo porti a dimenticare le cose e ad attenuare i dolori che affliggono l'animo umano.
Nel secondo capitolo, il narratore incontra una sua vecchia conoscenza, Gilberte Swann, una donna con la quale aveva avuto una storia d'amore durante la sua adolescenza trascorsa a Combray. Questo incontro fa riflettere Marcel e lo porta a capire di aver ormai dimenticato Albertine, così come aveva dimenticato Gilberte quando era più giovane.
Grazie a questa consapevolezza, il protagonista si sente pronto a partire per andare a fare un viaggio a Venezia.
Il terzo capitolo rappresenta la rievocazione da parte del narratore del suo viaggio a Venezia.
Questo viaggio ha rappresentato per lui l'addio definitivo alla giovinezza e anche a sua madre.
Il quarto capitolo si apre con il matrimonio tra Gilberte ed il Marchese di Saint-Loup.
Inizialmente il narratore pensa di essersi innamorato nuovamente di Gilberte, poi, una volta appresa la notizia del suo matrimonio, Marcel decide di dimenticarsi di lei, proprio come aveva fatto con Albertine.
In seguito, il protagonista farà una scoperta sconcertante, ovvero che anche il marchese di Saint-Loup è omosessuale, proprio come lo è anche lo zio, il barone di Charlus.
Questa tematica, insieme a quella del matrimonio, sarà ampiamente ripresa nel volume successivo, intitolato Il tempo ritrovato.

## Edizioni
- Marcel Proust, À la recherce du temps perdu III, edizione stabilita e presentata da Pierre Clarac e André Ferré, Bibliothèque de la Pléiade, Gallimard, 1954.

### Traduzioni italiane
Oggi le edizioni di riferimento di questo volume sono considerate quelle di Einaudi, con il testo tradotto da Franco Fortini e la cura di Mariolina Bongiovanni Bertini, e quella con il testo tradotto da Giovanni Raboni e curato da Luciano De Maria.
- 1951 (e 1963), Franco Fortini, Einaudi
- 1990, Rita Stajano, Orsa Maggiore, poi Newton Compton
- 1991 (e 1994), Maria Teresa Nessi Somaini, Rizzoli
- 1993, Giovanni Raboni, Mondadori